# UFS (foguete)
UFS é um sistema de lançamento descartável da Turquia que atualmente está em estágio de desenvolvimento. Foi assinado um projeto de design conceitual preliminar (fase 1) de um acordo entre Roketsan e Subsecretaria de Indústrias de Defesa para a construção de um sistema de lançamento de satélites (UFS). De acordo com a assinatura do processo de lançamento do satélite turco ao espaço já começou oficialmente. O mesmo terá capacidade de colocar em órbita uma carga útil em torno de 1500 kg a 700 km de altitude.